# Spiraea hayatana
Spiraea hayatana är en rosväxtart som beskrevs av Li. Spiraea hayatana ingår i släktet spireor, och familjen rosväxter. Inga underarter finns listade i Catalogue of Life.